# S-Bahn della Stiria
La S-Bahn della Stiria (in tedesco S-Bahn Steiermark) è un sistema di trasporto ferroviario suburbano che serve la regione austriaca della Stiria.

## Rete
La rete della S-Bahn stiriana si compone di nove linee, gestite da tre diverse società: in particolare, le linee S 1, S 3, S 5 ed S 51 sono gestite dalle Österreichische Bundesbahnen, le linee S 11 ed S 31 dalle Steiermärkische Landesbahnen, e le linee S 6, S 61 ed S 7 dalla Graz-Köflacher Bahn.
- S 1 Bruck a.d. Mur - Graz Hbf
- S 11 Übelbach - Peggau-Deutschfeistritz
- S 3 Graz Hbf - Fehring
- S 31 Gleisdorf - Weiz
- S 5 Graz Hbf - Spielfeld-Straß
- S 51 Spielfeld-Straß - Bad Radkersburg
- S 6 Graz Hbf - Werndorf - Wies-Eibiswald
- S 61 Graz Hbf - Lieboch - Wies-Eibiswald
- S 7 Graz Hbf - Köflach
- S 8 Unzmarkt - Bruck a.d. Mur
- S 9 Bruck a.d. Mur - Mürzzuschlag